# Ibrahima Baldé (football, 2003)
Ibrahima Baldé, né le 17 janvier 2003 à Paris en France, est un footballeur français qui joue au poste d'attaquant au Rodez Aveyron Football.

## Biographie

### Formation (2011-2020)
Natif de Paris, Ibrahima Baldé grandit en région parisienne. Il joue sous les couleurs du Montmartre SPO, son premier club. En 2012, à l'âge de 9 ans, il intègre l'académie du Red Star FC où il fera toutes ses catégories jeunes.    
En 2018, après six années passées à Saint-Ouen, il est transféré au sein du club nordiste du Racing Club de Lens pour y continuer sa formation.

### Débuts professionnels (Depuis 2021)
Le 1er juillet 2021, il signe son premier contrat professionnel avec le club artésien. Le 21 novembre, il dispute son premier match professionnel lors de la 14e journée de Ligue 1 face au Stade brestois 29. 
N'entrant pas dans le plan de jeu de Franck Haise, il se voit prêté au sein du FC Annecy club disputant la Ligue 2. Il dispute son premier match avec les Savoyards le 13 août 2022 lors de la troisième journée de championnat face au Stade lavallois. Il inscrit son premier but professionnel le 5 novembre face au FC Sochaux-Montbéliard (victoire 2-1) comptant pour la 14e journée de Ligue 2.
Le 2 juillet 2024, il quitte définitivement le club nordiste pour signer au Rodez Aveyron Football, autre pensionnaire de deuxième division. Le 16 août, il dispute son premier match sous ses nouvelles couleurs. Le 1er novembre 2024, lors de la 12e journée du championnat il inscrit son premier doublé en compétition officielle face au Paris FC (3-3).